# Adler (bier)
Adler is een Belgisch bier van lage gisting. Het bier wordt gebrouwen door Brouwerij Haacht te Boortmeerbeek. 
Het is een blonde pils in de stijl van de Duitse Dortmunder-bieren en heeft een alcoholpercentage van 6%. Adler is reeds sinds 1955 op de markt.